# ۳٬۲-دی‌متیل‌هگزان
۳،۲-دی‌متیل‌هگزان (به انگلیسی: 2,3-Dimethylhexane) یک ترکیب شیمیایی با شناسه پاب‌کم ۱۱۴۴۷ است. شکل ظاهری این ترکیب، مایع شفاف بی‌رنگ است.